# 国家典籍博物馆
国家典籍博物馆，位于北京市海淀区中关村南大街中国国家图书馆总馆南区，是中国国家图书馆展示典籍的博物馆，也是中国首家典籍博物馆。国家典籍博物馆是依托中国国家图书馆馆藏，其宗旨为“展示中国典籍、弘扬中华文化”的国家级博物馆。该馆作为综合性博物馆，是“典籍文物的收藏中心”、“典籍文化的展示中心”、“典籍文化的研究中心”、“世界典籍文化的交流中心”、“文化教育基地”、“公众文化休闲中心”。

## 歷史沿革
2012年7月，中央机构编制委员会办公室批准国家典籍博物馆正式挂牌成立。国家典籍博物馆设在中国国家图书馆总馆南区，建筑总面积达到11549平方米，共有十个展厅。2014年7月15日起，开馆试运行。2014年9月10日起，对公众免费开放。2014年7月15日开馆试运行后的首个展览“国家图书馆馆藏精品大展”，展示了中国国家图书馆馆藏古籍特藏精品，展品包括甲骨、金石拓片、敦煌遗书、样式雷图档、舆图、善本古籍、中国少数民族文字古籍、西文善本、名家手稿，并展示中国古代典籍简史。

## 图集

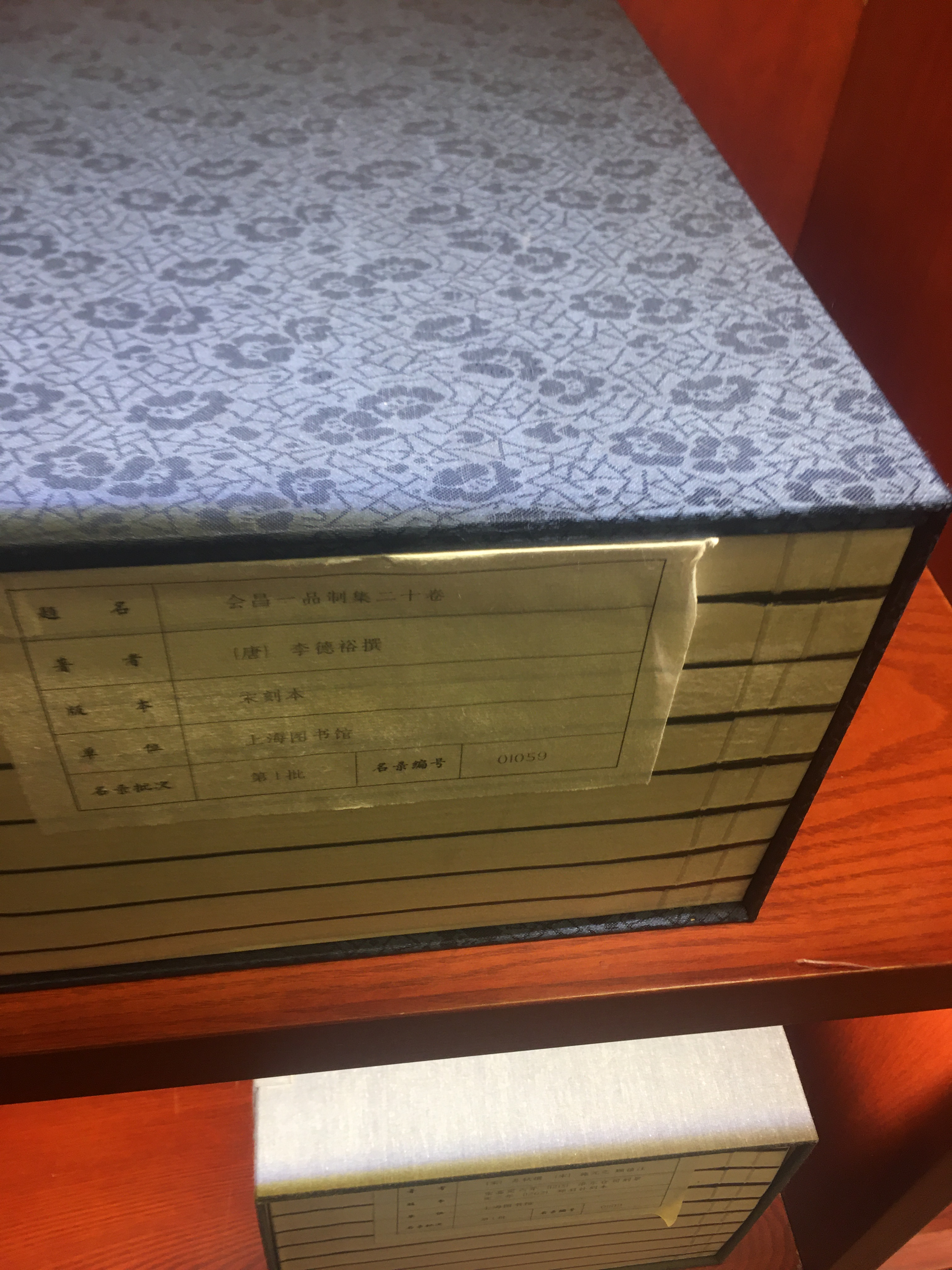
国家典籍博物馆藏品